# Göre
Als eine Göre (oder als ein Gör) bezeichnet man insbesondere in Norddeutschland und im Berliner Dialekt scherzhaft oder abwertend ein kleines, unartiges oder lebhaftes Kind, insbesondere Mädchen. Der Begriff ist heute im gesamten deutschen Sprachraum verbreitet.

## Etymologie
Das Wort stammt aus dem Niederdeutschen und ist seit dem 17. Jahrhundert belegt. Seine Herkunft ist ungeklärt, vermutlich handelt es sich um eine Bildung zu einem Adjektiv, das im Rheinischen als gor ‚gering‘ erhalten ist und in der Ableitung im Althochdeutschen vom 9. Jahrhundert zu gōrag und im Mittelhochdeutschen als gōrec für ‚gering, armselig‘ überliefert wurde. Gör(e) wäre demnach als kleines, armseliges Wesen zu deuten. Eine weitere denkbare Herkunft ist Gurre für „[schlechte] Stute“ aus dem 13. Jahrhundert, mhd. gurre, gorre, das später auf den Menschen bezogen wurde.
Das Grimm'sche Wörterbuch sieht letztere Herkunft kritisch und merkt an: „göre wird gewöhnlich zu gurre, gorre, f. ‚stute‘ gestellt, das übertragen als schimpfwort für frauen und mädchen gebraucht wird“; dagegen spräche aber, dass „neben formalen schwierigkeiten […] gegen eine solche beziehung, dasz auf menschen übertragenes gurre obd., bes. schweiz. vorkommt, md. und nd. aber nur vereinzelt; ferner wird gurre in der grundbedeutung oft, im übertragenen sinne stets pejorativ gebraucht, göre dagegen ist zunächst nie verächtlich gemeint.“ Vielmehr liege eine „annahme einer abstraktbildung zu einem adj. *gôr, das als gorig […], in älterer bedeutung ‚gering, armselig‘, heute vor allem rhein. belegt ist; daraus erklären sich das fem. genus und die aus diesem resultierende häufigere verwendung für ‚mädchen‘. die auch sonst übliche konkretisierung solcher abstraktbildungen […] führt hier zunächst zu der bedeutung ‚das kleine, hilflose wesen‘.“
Das Deutsche Wörterbuch von Jacob Grimm und Wilhelm Grimm definierte Gör folgendermaßen:

„GÖR, n., gelegentlich göhr, kind, für ‚junge‘ und (häufiger) ‚mädchen‘. sekundärbildung zu nd. göre, f. […] wohl über dessen für kinder beiderlei geschlechts gebräuchlicheren plural, […] neben sonst üblichem und von dem von göre, f., nicht zu trennenden pl. -en auch görens, pl. […] im literarischen gebrauch, aber gelegentlich auch umgangssprachlich […], dringt gör über das nd. als sein ursprüngliches verbreitungsgebiet hinaus. im literarischen gebrauch wird das wort ganz aus der perspektive der erwachsenen heraus verwendet, ihm kommen ausdrücklich, aber auch prägnant die merkmale des kleinen, kindlichen oder auch kindischen zu […].“

Eine sprachliche Verwandtschaft mit dem Englischen girl (mittelenglisch: gurle, gerl für „Kind, junger Mensch“) ist wahrscheinlich; die genauen Zusammenhänge sind aber unklar, da die Herkunft von englisch girl wissenschaftlich umstritten ist. Liberman schreibt zu girl, sowie dessen Beziehung zu Gör, Kerl und gurre:

Girl does not go back to any Old English or Old Germanic form. It is part of a large group of Germanic words whose root begins with a g or k and ends in r. The final consonant in girl is a diminutive suffix. The g-r words denote young animals, children, and all kinds of creatures considered immature, worthless, or past their prime.

„Girl geht auf keine altenglische oder altgermanische Form zurück. Es ist Teil einer großen Gruppe von germanischen Worten deren Wurzel mit g oder k beginnt und auf r endet. Der Schlusskonsonant in girl ist ein Diminutivsuffix. Die g-r-Wörter bezeichnen junge Tiere, Kinder, sowie alle Arten von Geschöpfen, die man als nicht erwachsen, wertlos oder jenseits ihrer Blüte ansieht.“

## Begriffsverwendung
Nach dem Deutschen Wörterbuch wird das Wort zeitgeschichtlich unterschiedlich verwendet. So erscheint in den ältesten Belegen nur die Bedeutung 'kleines kind'. Heinrich Heine benutzte in seiner Dichtung Elster „Gören“ für Kinder „ohne besonderes charakteristikum, verwendet, so vor allem im pl., doch ist es hier nicht immer sicher, ob göre, f. oder gör, n. (s. d.) zugrunde liegt“: „werden manche flasche leeren auf das wohlsein dieser gören — o, die hübschen waisenkinder“. Jüngere Verwendungen verbinden „besondere vorstellungen mit dem wort [und] finden sich besonders im berlinischen und, wohl mit entlehnung von dorther, auch im literarischen gebrauch auszerniederdt. sprecher. scherzhaft billigend oder ärgerlich tadelnd für ein frisches, freches, auch verzogenes, unfug treibendes (kleines oder groszes) mädchen, kind“.
„Für die weibliche Sozialisation war seit dem späten 19. Jahrhundert das Verhaltensmuster Göre, ob es nun durch das Mädchenbuch aufgenommen wurde oder durch den Roman, eine ins Leben übertragbare Rolle. Görenhaft etwa gibt sich die junge und nie alternde Franziska zu Reventlow“. In der Volkskultur wird die sprichwörtlich gewordene Wendung „Berliner Göre“ für eine selbstbewusste, aufgeweckte, kesse und abgebrühte junge Frau und teilweise als literarische Figur verwendet, die als Bühnenfigur im Berliner Kabarett der 1920er und 30er Jahren als Bestandteil eines typischen proletarischen Milieus (Heinrich Zille) auch in der Mittelschicht popularisiert wurde. So galt etwa Claire Waldoff als Inbegriff der Berliner Göre.
Im Taschenbuchlexikon Kindheit – Jugend – Alter steht „Göre“ für „plattdeutsch Kind“ und daneben in Abgrenzung „Göhre“ für „Fohlenstute“.
Seit 2003 verleiht das Deutsche Kinderhilfswerk den Preis „Goldene Göre“, der nach eigenen Angaben „Deutschlands höchstdotierter Preis für Kinder- und Jugendbeteiligung“ ist.